# Max Weinberg
Max Weinberg (Newark, Nueva Jersey, Estados Unidos, 13 de abril de 1951) es un músico estadounidense, conocido como batería del grupo de rock E Street Band y como líder de banda en dos late night presentados por el cómico estadounidense Conan O'Brien, The Tonight Show y Late Night with Conan O'Brien.
Weinberg creció en los suburbios de Nueva Jersey y comenzó a tocar la batería a una edad temprana. Se matriculó en la universidad con intención de convertirse en abogado, pero abandonó la abogacía por la música en 1974 cuando pasó una audición para convertirse en batería de la E Street Band, grupo asociado al músico Bruce Springsteen. Su forma de tocar la batería caracterizó el sonido de la E Street Band a partir del álbum de 1984 Born in the U.S.A. y fue definido por el periodista Robert Palmer como «la columna vertebral rítmica de la E Street Band».
Tras la disolución de la E Street Band a finales de la década de 1980, Weinberg trabajó como líder del grupo The Max Weinberg 7 en el programa de televisión Late Night, presentado por Conan O'Brien. En 1999, Springsteen reformó la E Street Band y Weinberg comenzó a compaginar sus dos trabajos como batería en el programa Late Night y en las giras de Springsteen. En 2009, O'Brien comenzó a presentar The Tonight Show y Weinberg continuó trabajando con él, liderando el grupo Max Weinberg and The Tonight Show Band. Sin embargo, tras el final abrupto del programa por diferencias de O'Brien con la NBC, decidió no seguir al presentador en su nueva aventura televisiva, Conan, y formó The Max Weinberg Big Band, un grupo de jazz.

## Biografía

### Primeros años y orígenes musicales (1951–1973)
Max Weinberg nació en Newark en el seno de una familia con ascendencia judía. Su padre, Bertram Weinberg, era abogado, y Ruth Weinberg, su madre, una profesora de Educación Física. Pasó sus primeros años en Newark y creció en los suburbios de pueblos vecinos como South Orange y Maplewood, con un exposición a la música desde una edad muy temprana. Acudía semanalmente a los espectáculos de Broadway con dos años y comenzó a sentir fascinación por el sonido emergente desde el foso de la orquesta. Su afición por la batería surgió a los cinco años al ver tocar a D. J. Fontana, batería de Elvis Presley, en The Milton Berle Show en abril de 1956. Varias décadas después, Weinberg comentó: «Creo que cualquiera que quisiese desarrollar una vida en el rock 'n' roll tuvo un momento. Ese fue mi momento».
Weinberg comenzó a tocar la batería con seis años. Su primera aparición en público tuvo lugar con siete años en un bar mitzvah tocando la canción tradicional «When the Saints Go Marching In». El líder del grupo, Herbie Zane, se fijó en la forma de tocar de Weinberg y lo llevó consigo a otras ceremonias como novedad. A partir de entonces, Weinberg se convirtió en una estrella a nivel local, ganando aprecio por el espectáculo y nuevas influencias como Liberace y Sammy Davis, Jr.. Se convirtió en seguidor del batería Buddy Rich y de Gene Krupa, y vio su trabajo ideal en el puesto de Ed Shaughnessy dentro de la banda de The Tonight Show Starring Johnny Carson. Weinberg estuvo con Zane hasta la escuela secundaria y aprendió ritmos de estilos musicales tan variados como cha-cha-cha, merengue, polka y dixieland.
Weinberg asistió al templo Sharey Tefilo-Israel, una congregación de Judaísmo reformado en South Orange, donde recibió una educación religiosa describió posteriormente como «un bonito trasfondo judío». De su tradición judía comentó que el concepto de seder, que significa «orden», fue clave en su visión de cómo un buen batería puede servir a una banda de música.
Con la invasión británica en 1964, el batería Ringo Starr se convirtió en una nueva influencia para Weinberg y comenzó a tocar en bandas locales de Nueva Jersey, interpretando música de The Rolling Stones, Mitch Ryder y The Young Rascals. Siendo miembro de The Epsilons, tocó en la Feria mundial de Nueva York 1964. El mismo año, se matriculó en la escuela secundaria en Maplewood, donde conoció a Leigh Howard Stevens, que con los años se convirtió en un famoso percusionista.
Tras graduarse en 1969, se matriculó en la Universidad Adelphi y a continuación en la Universidad Seton Hall, con especialización en estudios cinematográficos. Su primera intención era convertirse en abogado, pero se vio más interesado por una carrera musical, y solía guardar su batería en el coche por si tenía oportunidad de tocarla, tocando en bodas, bar mitzvahs y bares.

### Éxito con la E Street Band (1974–1989)
Weinberg aún vivía en su hogar de Newark cuando conoció a Bruce Springsteen el 7 de abril de 1974 en un concierto donde su banda, The Jim Marino Band, actuó como telonero. Springsteen había despedido a su anterior batería, Vini Lopez, y su reemplazo, Ernest Carter, duró solo seis meses en el grupo, el cual abandonó junto al pianista David Sancious para formar el grupo Tone. Weinberg respondió al anuncio que Springsteen publicó en el periódico Village Voice, en el que pedía que no acudieran «pequeños Ginger Baker», y participó en una audición en agosto de 1974 en los SIR Studios de Manhattan, tocando la única canción que conocía de Springsteen, «Sandy». Su modo de tocar la batería en la canción de Fats Domino «Let the Four Winds Blow», aseguró su posición en la banda. Una semana después le ofrecieron el puesto de batería, remunerado en 110 dólares semanales, y abandonó la universidad, a apenas seis créditos académicos de graduarse. Su primer concierto con la E Street Band tuvo lugar el 19 de septiembre de 1974 en Bryn Mawr (Pensilvania).

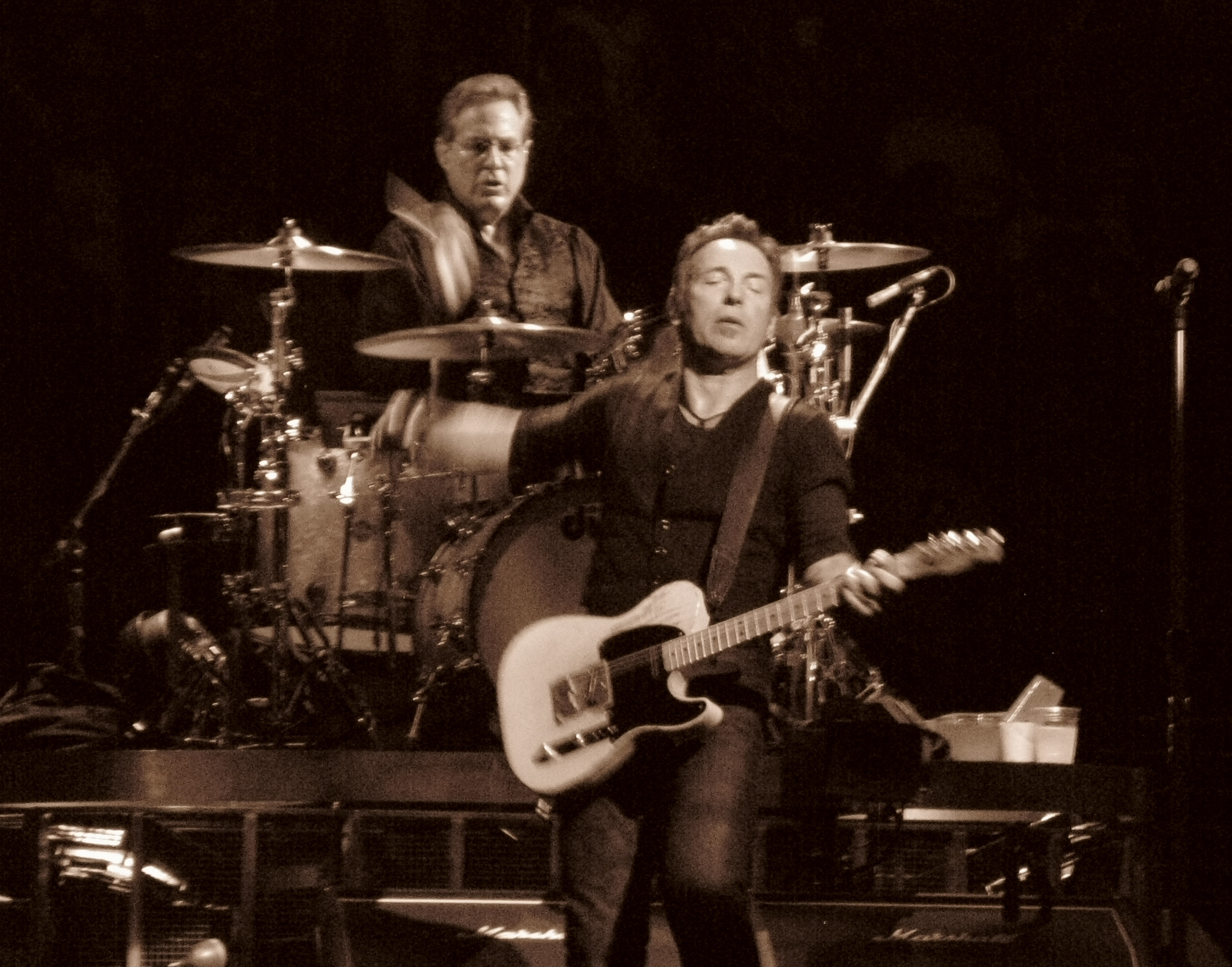
Weinberg mantiene la vista sobre Springsteen a lo largo de sus conciertos con la E Street Band.

Weinberg alcanzó el éxito como batería de la E Street Band, desarrollando un estilo personal y diferente con respecto a los anteriores baterías del grupo, emulando en la grabación del álbum de 1975 Born to Run a dos de sus ídolos, Ringo Starr y Levon Helm, y cubriendo su caja con toallas de papel para emular el sonido del soul de Memphis. Nunca adoptó el característico modo de vida del rock and roll y tuvo un carácter serio a nivel musical, manteniendo con los años el mantra de «subir al escenario, hacer un buen trabajo y ofrecer algo más que el valor de su dinero», según sus propias palabras. Además, comenzó una larga práctica en la que mantenía constante la mirada sobre Springsteen en cualquier momento del concierto, al desconocer si Bruce podía cambiar el tempo de una canción o improvisar en un momento dado. Décadas después, el guitarrista de la E Street Band Steve Van Zandt comentó sobre Weinberg: «Lo que nadie entiende es que Max no es solo un buen batería, sino que lee la mente de Bruce. Eso no lo puedes aprender».
En el álbum Darkness on the Edge of Town, publicado en 1978, Weinberg ralentizó el tempo de las canciones. Los ensayos y las grabaciones del álbum abarcaron un largo periodo en el que Springsteen y sus compañeros de la E Street Band experimentaron una prolongada frustración por su ineptitud a la hora de capturar un sonido de batería más resonante. Weinberg pronto se arrepintió de no poder tocar más rápido en la canción «Badlands», cuyo tempo, junto al de otros temas del álbum, se aceleró a partir de la gira Darkness Tour.
En torno a 1980, sufrió un conocido drumming slump (término que hace referencia a la depresión que surge con la monotonía del trabajo), y su falta de habilidad a la hora de mantener el tempo fue criticada por el propio Springsteen. Lo que pudo pasar inadvertido en conciertos se hizo evidente en el estudio, y comenzó a ensayar más a menudo con la batería durante meses para recuperar el sentido del tiempo. También sufrió una enfermedad osteomuscular y tendinitis, llegando a requerir siete operaciones en manos y muñecas. Estudió durante un tiempo con el batería de jazz Joe Morello, a quien acreditó como ayudante a la hora de enseñarle cómo tocar la batería con tendinitis. Durante esta época, dejó de tocar equipos Ludwig y Pearl y adquirió baterías DW, usando un set simple. Según sus palabras: «Tengo cuatro tambores. Cualquier otra cosa es redundante. Además, tiendo a tropezar con cosas».
En 1981, contrajo matrimonio con Rebecca Schick, una metodista que creció en Tinton Falls, Nueva Jersey, y a quien conoció a través de un amigo en común, y cuya boda fue oficiada por el rabino del templo Sharey Tefilo-Israel. Tres años después, adquirieron una granja de dos hectáreas en Monmouth County, Nueva Jersey y tuvieron dos hijos: Ali en 1987 y Jay Weinberg en 1990.
A pesar de sus lesiones, se recuperó para la grabación del álbum Born in the U.S.A.. La experimentación de Weinberg desde los tiempos de Darkness on the Edge of Town dio lugar también a un sonido con mayor reverberación. En general, su fluidez en la batería, combinada con el uso de sintetizadores por parte de Roy Bittan y con una mejor producción, dio lugar a un sonido más moderno en la música de Springsteen, publicando uno de sus trabajos más vendidos de su carrera musical. Sobre el álbum, Springsteen llegó a comentar: «Max fue lo mejor en aquel disco».
Tras la gira de Born in the U.S.A., obtuvo un rol menos representativo en la grabación del álbum Tunnel of Love, donde las pistas de batería fueron mayoritariamente reemplazadas por cajas de ritmos, si bien mantuvo su actividad principal en las giras Tunnel of Love Express y Human Rights Now!. En relación con la segunda gira, una serie de conciertos benéficos a favor de Amnistía Internacional, describió la visita del grupo a varios países del Tercer Mundo como una de las momentos más gratificantes de su vida profesional.
En 1984, publicó el libro The Big Beat: Conversations with Rock's Greatest Drummers, una serie de entrevistas conducidas a lo largo de dos años con baterías de distintas épocas, entre los que figuran Ringo Starr, Levon Helm, D. J. Fontana, Charlie Watts, Dino Danelli y Hal Blaine, entre otros. Además, en 1986 comenzó a llevar un espectáculo titulado «Growing Up On E Street» a diferentes campus universitarios alrededor del país, y que incluía varios cortometrajes producidos por Weinberg así como una sesión de preguntas y respuestas.
Durante la época, también comenzó a tocar como músico de sesión, disfrutando de un particular éxito con el compositor y productor Jim Steinman. Participó en el álbum de Meat Loaf Bat Out of Hell, tocando la batería en las canciones «Bat Out of Hell», «You Took the Words Right Out of My Mouth» y «Paradise by the Dashboard Light». En un momento dado de 1983, coincidió en los dos primeros puestos de la lista Billboard Hot 100 al participar como batería en las canciones «Total Eclipse of the Heart» de Bonnie Tyler y «Making Love Out of Nothing at All» de Air Supply, ambas compuestas por Steinman. También grabó con Southside Johnny and the Asbury Jukes, Gary U.S. Bonds, Ian Hunter y Carole King.
Su papel como batería de la E Street Band finalizó el 18 de octubre de 1989 cuando recibió una llamada de Springsteen diciendo que disolvía el grupo para trabajar con otros músicos. Poco después, ironizó sobre la decisión de Bruce diciendo: «Es por eso por lo que lo llaman el Jefe».

### Otros intereses musicales (1990–1993)
La ruptura de la E Street Band le dejó, según sus propias palabras, «zombie durante seis meses», y poco tiempo después retomó los estudios cinematográficos en la Universidad Seton Hall. La disolución del grupo tuvo lugar durante su segundo semestre en Seton Hall, en un intento por terminar los pocos créditos restantes para obtener su graduado en Ciencias de la comunicación, que obtuvo a finales de 1989. Poco tiempo después, se matriculó en la Universidad Yeshiva, pero abandonó los estudios a los seis meses.
En 1990, aparcó momentáneamente su trabajo como batería y comenzó a ofrecer seminarios de motivación orientados a empresas, recibiendo el premio Hero de la ONG Big Brothers Big Sisters of America en octubre del mismo año por su trabajo para la organización. También se adentró en la industria discográfica y se unió a una distribuidora como socio de negocios, trabajando como ejecutivo para la discográfica Music Master. El mismo año fundó también su propia compañía discográfica, Hard Ticket Entertainment, bajo la cual publicó Scene of the Crime, el primer álbum del grupo Killer Joe, formado por el propio Weinberg. Según sus palabras, se adentró en esta etapa de su carrera porque «no quería competir continuamente con el personaje Mighty Max», pero encontró el mundo de los negocios insatisfactorio. Debido a ello, así como a razones personales, volvió a tocar la batería.
En su retorno como batería, comenzó tocando en bar mitzvahs por 125 dólares, del mismo modo que hizo en su infancia. En 1992, se convirtió en batería del grupo 10,000 Maniacs tras una lesión de Jerry Augustyniak, y tocó en la investidura presidencial de Bill Clinton en 1993. También participó en una audición para una versión de Broadway de Tommy, una ópera rock de la banda inglesa The Who, pero fue seleccionado como segundo percusionista substituto. A pesar de la baja remuneración, Weinberg se mostró feliz, comentando: «Había enterrado la batería demasiado dentro de mi psique. Y ahora siento que lo he resucitado».

### Líder de banda enLate Night with Conan O'Brien(1993–1998)

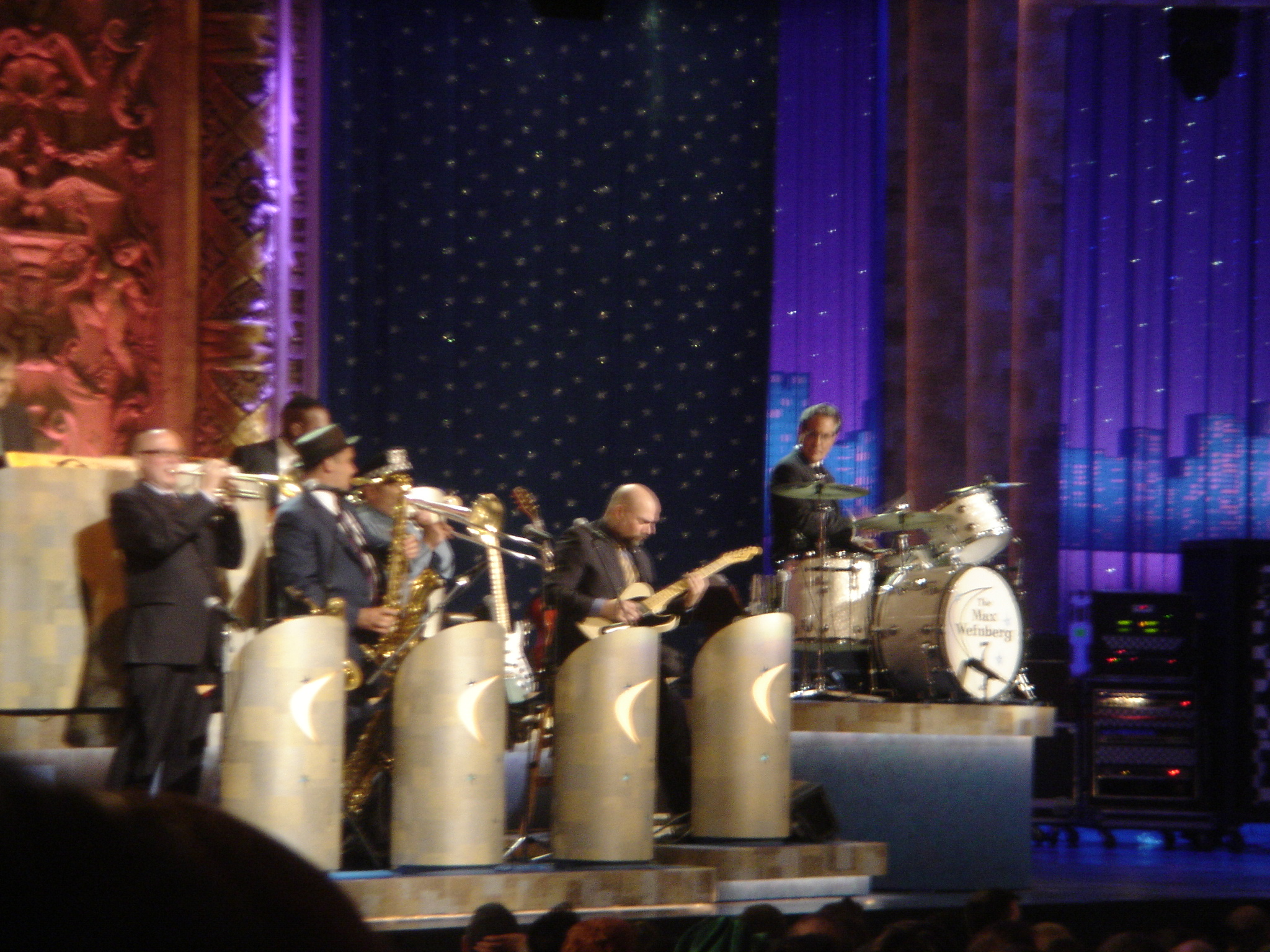
Weinberg lidera el grupo The Max Weinberg 7 durante la grabación del programa Late Night with Conan O'Brien en Chicago en 2006.

En 1993, Weinberg se encontró con Conan O'Brien, el recién contratado presentador del programa de televisión Late Night, a las afueras del restaurante Carnegie Deli y le habló sobre sus ideas musicales para el programa. O'Brien prometió a Weinberg una audición, y en el plazo de pocos días reclutó a varios músicos con los que había trabajado, incluyendo al grupo Killer Joe y al guitarrista Jimmy Vivino, para formar el grupo The Max Weinberg 7. En la audición, O'Brien quedó impresionado con la habilidad no solo de tocar rock, sino también géneros como el rhythm and blues, el soul, el blues, el pop y el swing. Tras una última reunión con el productor ejecutivo del programa, Lorne Michaels, el grupo fue contratado y tocó todas las noches desde el estreno de Late Night with Conan O'Brien el 13 de septiembre de 1993. O'Brien comentó posteriormente sobre la elección de Weinberg: «La energía y el entusiasmo de su música coincidía con el espectáculo que quería hacer», y añadió en tono jocoso: «Además, su bronceado compensaba mi tez fantasmal». Weinberg obtuvo el título de director musical del programa, mientras que Vivino se encargó de la mayoría de los arreglos musicales.
Desde los primeros programas, Weinberg fue protagonista de sketches cómicos junto a O'Brien, aunque enfocó su trabajo en sus responsabilidades musicales, tales como elegir la música con la que los invitados entraban al plató. La banda tenía un spot de 30 segundos cada noche tras el monólogo inicial de O'Brien. En los comienzos del programa, la figura de O'Brien como presentador obtuvo pobres reseñas, en las que se señalaba a The Max Weinberg 7 como la «gracia salvadora» del programa. Con el paso del tiempo, Weinberg se convirtió en una celebridad televisiva, su visibilidad aumentó en el programa y creó una imagen más allá de su pasado con Springsteen. De hecho, parte del público y del propio equipo del programa eran ajenos a su pasado como batería de la E Street Band.
Un año después de empezar a trabajar con O'Brien, Rhino Records publicó Max Weinberg Presents: Let There Be Drums, un triple disco con canciones seleccionadas por Weinberg desde la década de 1950 hasta la de 1970. Además, una crítica retrospectiva sobre los primeros cinco años del Late Night with Conan O'Brien y publicada en The New York Times concluyó que la banda había sido un elemento importante en la supervivencia del programa, con la personalidad de Weinberg proporcionando un apoyo a O'Brien, y con el «deseo de los espectadores de ver a The Max Weinberg 7 en el estudio para escuchar más».
Weinberg volvió brevemente con la E Street Band cuando Springsteen reunió al grupo para grabar un par de nuevas canciones para el álbum Greatest Hits. La reunión fue temporal, y tras la grabación el grupo volvió a su inactividad. También en 1995, tocó la batería en dos canciones de Johnnie Johnson, «I'm Mad» y «She Called Me Out of My Name». Además, pasó dos años construyendo una casa en Middletown Township, Nueva Jersey donde se trasladó a vivir en 1999 y que fue amueblando con muebles de localidades en donde recalaban las giras.
En 2000, el principal colaborador de O'Brien, Andy Richter, abandonó el programa, dejando a Weinberg el puesto de comediante secundario con el que continuaba representando un papel de apoyo a O'Brien. Tal y como comentó el presentador: «Si mirabas a este tío no podías saber que era el batería en una enorme banda de rock and roll. Dirías que era el tipo que llevaba la contabilidad del grupo. Pero Max era la autoridad, el adulto abotonado en medio de toda esta locura». Con la marcha de Richter, Weinberg comenzó a hacer careos cómicos con O'Brien, comentando entre ambos las noticias del día en tono jocoso. Además, comenzó a ser presentado en gags cómicos como un personaje adicto a fetiches sexuales y con tendencias homicidas: en este sentido, cuando O'Brien fue invitado al programa Saturday Night Live el 10 de marzo de 2001, su monólogo incluyó una visita a los estudios de grabación de Late Night, en el mismo edificio que los del Saturday Night Live, donde Conan descubría a Weinberg en un encuentro sexual con una mujer (papel interpretado por su mujer real, Becky). Weinberg comentó sobre el personaje: «Es actuar contra el estereotipo. He estado casado felizmente durante casi 30 años, con dos hijos maravillosos. No es lo que represento en el programa, y por eso es divertido».
The Max Weinberg 7 publicó un álbum en 2000 bajo el sello Hip-O Records. Weinberg comentó que esperó a publicar un álbum hasta entonces porque «quise cambiar y perfeccionar mi estilo de tocar antes de comprometerme a grabar un disco», y se sintió especialmente agradecido de respaldar a Tony Bennett en su aparición en el programa Late Night: «Hace dos años, si me preguntabas si podía llegar a actuar con Tony Bennett, te diría que no. No estoy en esa liga. Pero tocamos con él la otra noche y fue maravilloso».

### Reformación de la E Street Band (1999–2008)

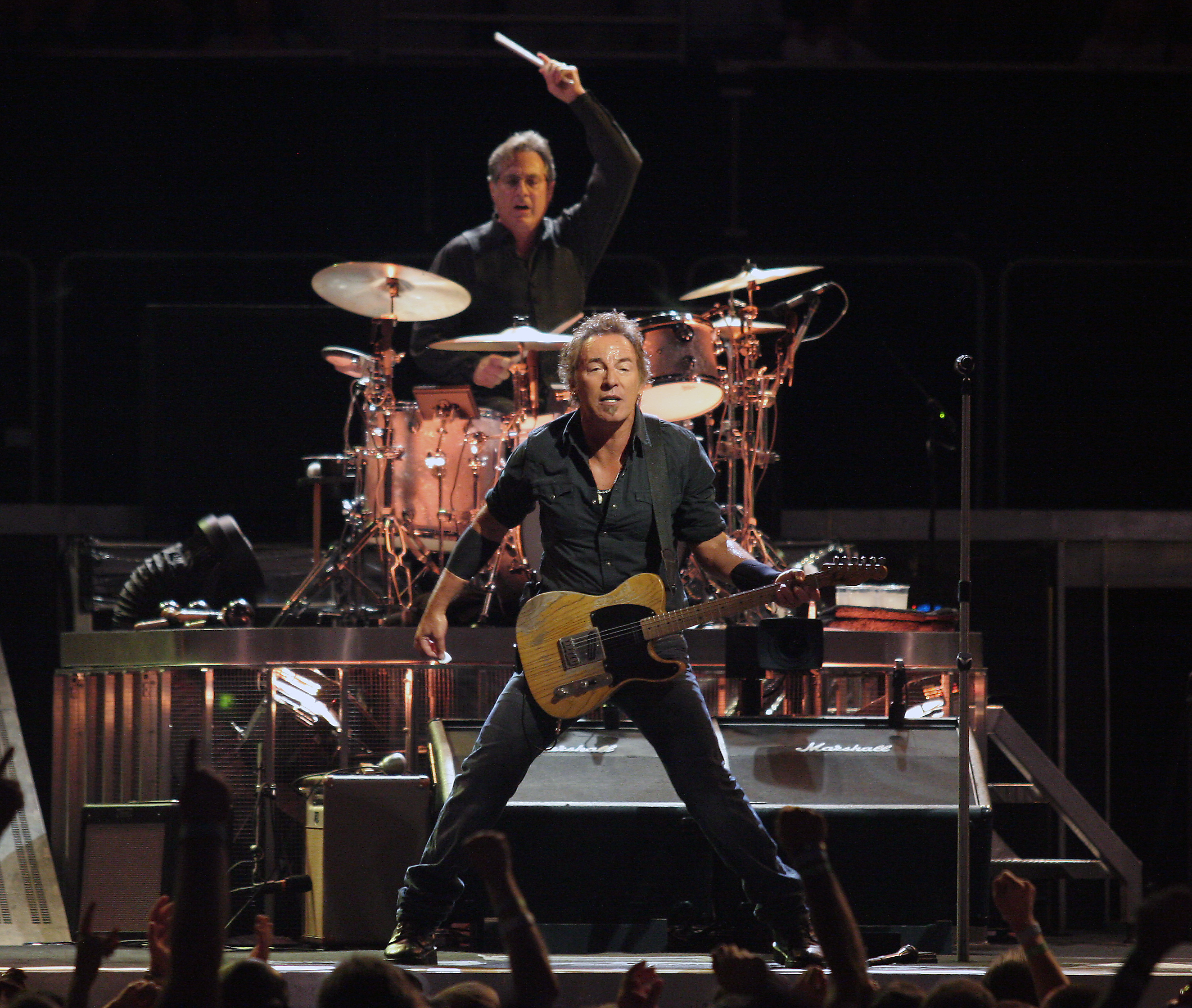
Bruce Springsteen, con Max Weinberg al fondo, durante un concierto en 2008.

Bruce Springsteen reunió de nuevo a la E Street Band en 1999, emprendiendo su primera gira en diez años. La reunión le planteó un dilema profesional, ya que se vio obligado a compaginar su trabajo en el programa Late Night con la gira de Springsteen. El permiso final de Weinberg para tocar con Springsteen fue planteado como un beneficio a largo plazo para el programa Late Night, de modo que se elaboró un acuerdo por el cual Weinberg pudo ausentarse del Late Night para trabajar con Springsteen en sucesivas giras. Durante su trabajo con la E Street Band, fue sustituido en el programa por el batería James Wormworth, y la banda fue liderada por Jimmy Vivino, pasando a denominarse Jimmy Vivino and the Max Weinberg 7. Cuando la gira de reunión fue ampliada, los conciertos fueron programados los fines de semana con el fin de que Weinberg pudiese cumplir su contrato con el programa Late Night.
Aunque Weinberg no había olvidado la ruptura del grupo a finales de la década de 1980, vio la reunión como «la experiencia más horrible y a la vez la más liberadora que he vivido». El modo de tocar con la E Street Band comenzó a ser más relajado y maduro que antes, mostrando una mayor eficacia, y sus manos estuvieron en mejores condiciones dado su trabajo diario en el Late Night. Cuando la gira concluyó con diez conciertos en el Madison Square Garden de Nueva York, Weinberg compaginó ambos trabajos en el mismo día, grabando con O'Brien en el Rockefeller Center por la tarde y tocando con Springsteen de noche.
Su participación en el programa Late Night contribuyó a dar a la batería un sonido potente en The Rising, el primer álbum de estudio de Springsteen con la E Street Band en 18 años. Además, se ausentó con más frecuencia del programa Late Night para participar en la larga gira The Rising Tour entre 2002 y 2003.
De forma paralela a su trabajo con Springsteen, se convirtió en miembro de la junta directiva de la Fundación para la Conservación de Monmouth y ganó un premio relacionado con la actividad. No obstante, entre 2002 y 2003 tuvo problemas vecinales por un plan para dividir su propiedad de Middletown Township en parcelas para construir nuevas viviendas. Al respecto, varios vecinos protestaron por el proyecto y le acusaron de hipocresía. Weinberg se defendió de las acusaciones diciendo que la fundación por la conservación de Monmouth no estaba en contra del desarrollo urbanístico, sino solo de la masificación. Una versión reducida del proyecto fue aprobada en el plan urbanístico de la ciudad, y en 2008 siguió adelante con su proyecto de parcelar su propiedad.
En 2004, participó con Springsteen en la gira Vote for Change Tour, promoviendo el voto a favor del demócrata John Kerry en las elecciones presidenciales de 2004. Tras varios proyectos de Springsteen en solitario, grabó con la E Street Band el álbum Magic en 2007 y salió de gira pocos meses después de su publicación, espaciando aún más su participación en el programa Late Night. Dos años después repitió su rol habitual con Springsteen en la grabación del álbum Working on a Dream y en la gira Working on a Dream Tour.

### The Tonight Show(2009–2010)
Coincidiendo con el comienzo de la gira Working on a Dream Tour en 2009, O'Brien dejó el programa Late Night y comenzó a presentar The Tonight Show. Sobre la permanencia de Weinberg en el programa, O'Brien comentó que esperaba que le siguiera a Los Ángeles y que se pudiera solucionar la incompatibilidad entre las giras de Springsteen y su trabajo en la televisión.
Su permanencia con O'Brien se convirtió en un tema de noticias contradictorias. Una de las principales razones en contra de su traslado a Los Ángeles eran sus fuertes lazos con Nueva Jersey y la Costa Este, ya que residía en la zona con su mujer e hijos y acudía con frecuencia a los partidos de los New Jersey Devils. Además, su hijo Jay siguió los pasos de su padre y se convirtió en batería de varias bandas locales de punk rock y heavy metal, dificultando un posible traslado a Los Ángeles con su padre.
El conflicto se resolvió cuando su hijo Jay sustituyó a su padre en algunos conciertos de la gira Working on a Dream Tour a los que Max no podía acudir por obligaciones de contrato con O'Brien. Al respecto, Springsteen comentó: «Una vez más, quiero expresar mi aprecio por Conan O'Brien y por todo su equipo, por hacer posible que Max continúe haciendo una doble vida para ellos y para mí. Prometemos devolverlo de una sola pieza». El joven Jay comenzó tocando en segmentos de varios conciertos durante la gira, obteniendo buena respuesta por parte del público y de la prensa. Sobre la participación de su hijo en los conciertos de Springsteen, Max comentó: «Fue un completa experiencia extracorporal. He estado con Bruce durante 35 años, y por primera vez fui capaz de meterme entre el público y disfrutar de un concierto».

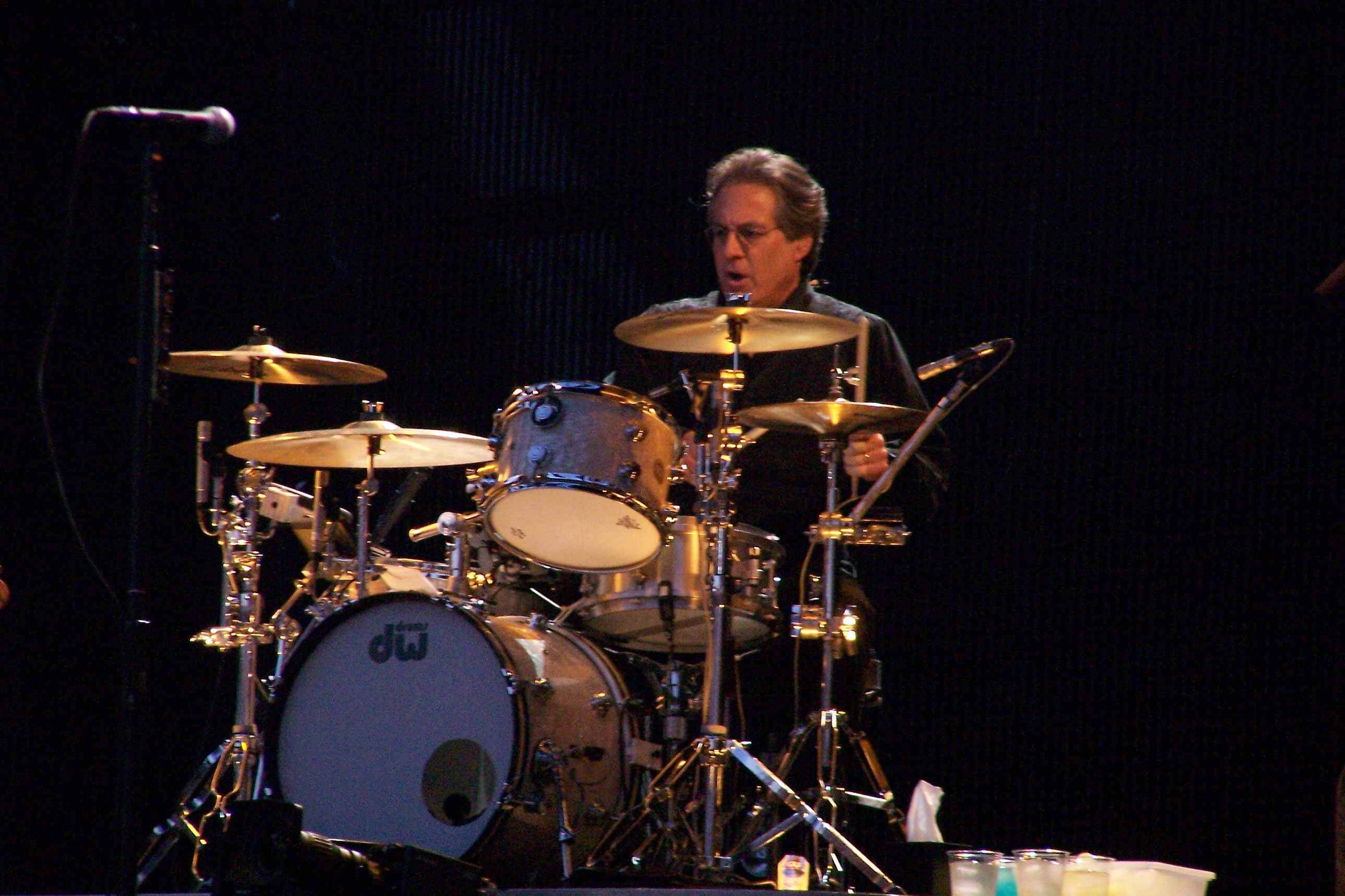
Weinberg tocando el 1 de agosto de 2009 en Valladolid, España, durante la parte europea de la gira Working on a Dream Tour.

El programa The Tonight Show presentado por O'Brien se estrenó el 1 de junio de 2009, con el grupo The Max Weinberg 7 aumentado a ocho miembros y bajo el nuevo nombre de Max Weinberg and the Tonight Show Band. A pesar de la vuelta de Andy Richter como colaborador, la banda continuó teniendo un papel importante en sketches cómicos. El 25 de junio, Weinberg marchó temporalmente de The Tonight Show para unirse a Springsteen en la parte europea de la gira Working on a Dream Tour, y regresó el 3 de agosto pocas horas después de finalizar el último concierto en Santiago de Compostela. Acerca de su papel como líder de banda en The Tonight Show, Weinberg comentó: «Creo que uno de los mayores miedos en mi vida era ver mi nombre en el mismo papel que Doc Severinsen, quien desde mi punto de vista es la referencia como líder de banda en The Tonight Show. No hubo nunca nadie con la clase y la brillantez de Doc Severinsen en la banda original de The Tonight Show. De pequeño solía pensar que era el mejor trabajo: ya sabes, el mismo sitio, a la misma hora, todos los días. Y aquí estoy, 40 años después. Es realmente satisfactorio para mí». El 25 de septiembre, volvió a dejar el programa durante dos meses para unirse a la parte norteamericana de la gira hasta su fin el 22 de noviembre en Búfalo, Nueva York.
Aunque trasladó su residencia a Los Ángeles para grabar The Tonight Show, mantuvo su hogar en Nueva Jersey como su residencia permanente. Sin embargo, su papel como líder de grupo en The Tonight Show no duró mucho: tras un conflicto entre los presentadores Jay Leno y Conan O'Brien a raíz de cambios en la programación de la NBC, el último programa de O'Brien en The Tonight Show tuvo lugar el 22 de enero de 2010 con una parodia final de Weinberg tocando la canción de Lynyrd Skynyrd «Free Bird». Mientras O'Brien negociaba una solución con la NBC para su equipo, Weinberg y Richter tuvieron que negociar sus propios acuerdos con la cadena.

### Formación de Max Weinberg Big Band (de 2010 en adelante)
En febrero de 2010, Weinberg fue sometido a una cirugía cardíaca durante 12 horas para corregir un problema diagnosticado con anterioridad y que llevaba siendo monitorizado desde mediados de la década de 1980. Su recuperación llevó entre tres y cinco meses, durante los cuales mantuvo la noticia en secreto.
Durante su recuperación, O'Brien inició una gira bajo el título The Legally Prohibited from Being Funny on Television Tour. Aunque estuvo acompañado por la banda de The Tonight Show bajo el nuevo nombre de The Legally Prohibited Band, Weinberg no participó en los conciertos debido a su recuperación de la cirugía, salvo por una pequeña aparición en uno de ellos.
En su lugar, y aprovechando un descanso en la carrera de Springsteen, creó Max Weinberg Big Band, un grupo de jazz formado por 15 músicos que interpreta música de autores como Frank Sinatra, Buddy Rich, Count Basie y Maynard Ferguson. El interés de Weinberg por el género musical se remonta a su infancia y a los artistas que veía en programas de variedades en televisión.
Tras la ruptura de O'Brien con la NBC, no se supo en un principio si Weinberg iba a formar parte del nuevo programa que Conan tenía programado comenzar en TBS para noviembre de 2010, ya que no se había especificado el formato del programa. En junio de 2010, el grupo Max Weinberg Big Band inició una gira con un concierto en Red Bank, Nueva Jersey, tras el cual Weinberg comentó que tenía obligaciones de contrato con su grupo durante el resto del año, y que en relación con O'Brien, «literalmente no pensé nada sobre eso. No hubo ninguna discusión. Es una especie de pregunta abierta».
En septiembre de 2010 se hizo público que Weinberg no iba a participar en el programa, bautizado como Conan. La banda de The Tonight Show pasó a ser liderada de forma permanente por Jimmy Vivino, con Wormworth reemplazando a Weinberg. La ruptura se hizo pública como mutua y amistosa, y O'Brien publicó un comunicado en el que decía: «Max ha sido una gran parte de mi vida durante los últimos 17 años y es un músico y un líder increíble». Por su parte, Weinberg comentó: «17 años, una vida entera en televisión. Mi asociación con Conan y su equipo ha sido una experiencia muy gratificante para mí». Weinberg comentó más tarde que «ambos queríamos ir en diferentes direcciones», aunque ambas partes esperaron que ocasionalmente pudiese participar en el nuevo programa. Además, comentó que su salud estaba mejor que nunca, pero que la operación «le había cambiado emocional y espiritualmente la vida», con el deseo de estar en Nueva Jersey con su familia y de explorar nuevas direcciones musicales.
Libre de su trabajo con O'Brien, asumió su rol habitual como batería de la E Street Band en la gira Wrecking Ball Tour, que comenzó en Atlanta, Georgia, en marzo de 2012.

## Discografía
| Con Bruce Springsteen & The E Street Band - 1975: Born to Run - 1978: Darkness on the Edge of Town - 1980: The River - 1984: Born in the U.S.A. - 1986: Live/1975-85 - 1987: Tunnel of Love - 1995: Greatest Hits - 2001: Live in New York City - 2002: The Rising - 2007: Magic - 2008: Magic Tour Highlights - 2009: Working on a Dream - 2010: The Promise - 2012: Wrecking Ball - 2014: High Hopes (álbum) - 2020: Letter to You (album) | Con Max Weinberg 7 - 2000: The Max Weinberg 7 En solitario - 1994: Max Weinberg Presents: Let There Be Drums |